# Cyclosternum fasciatum
Cyclosternum fasciatum là một loài nhện trong họ Theraphosidae.
Loài này thuộc chi Cyclosternum. Cyclosternum fasciatum được Octavius Pickard-Cambridge miêu tả năm 1892.

## Hình ảnh

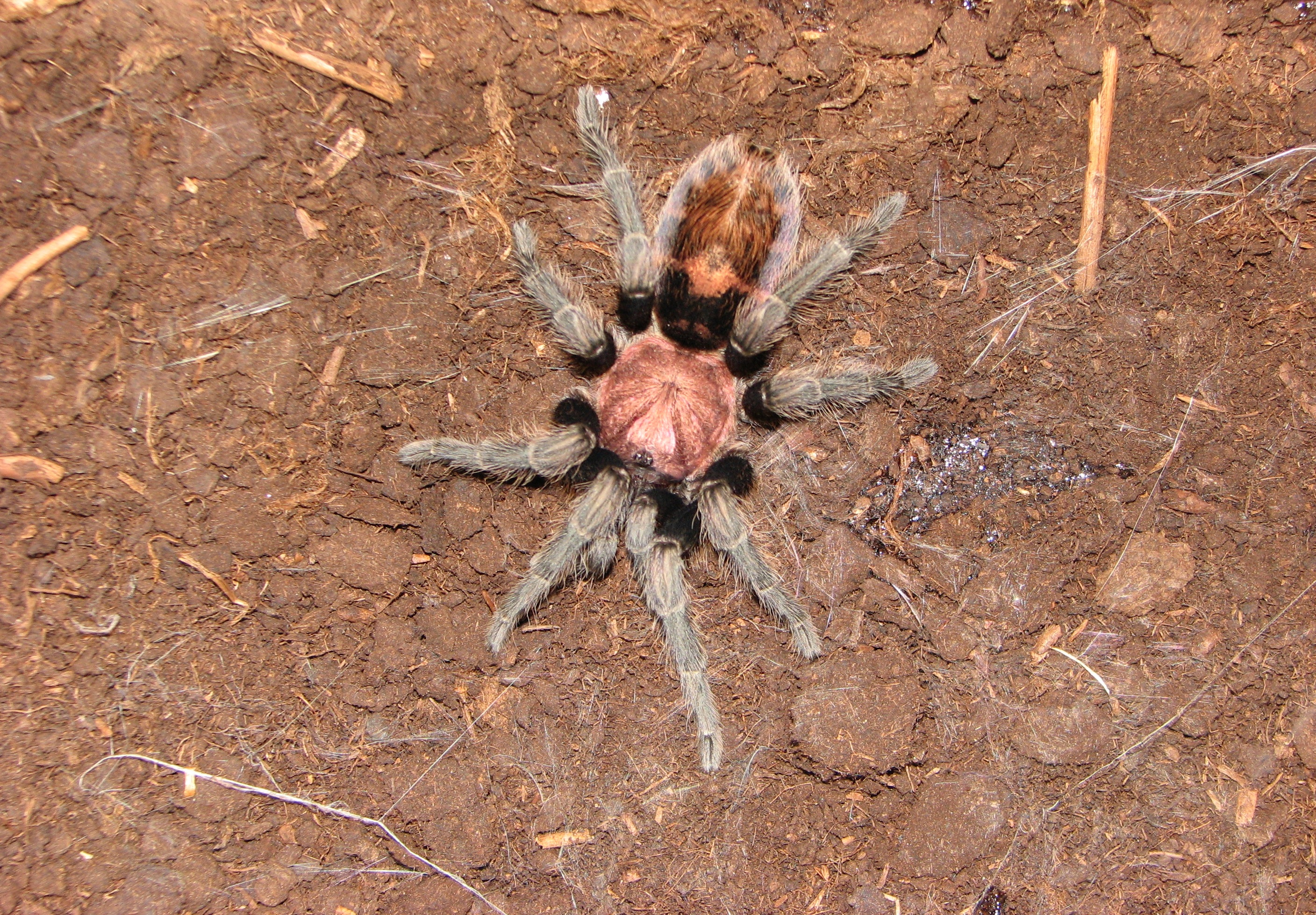
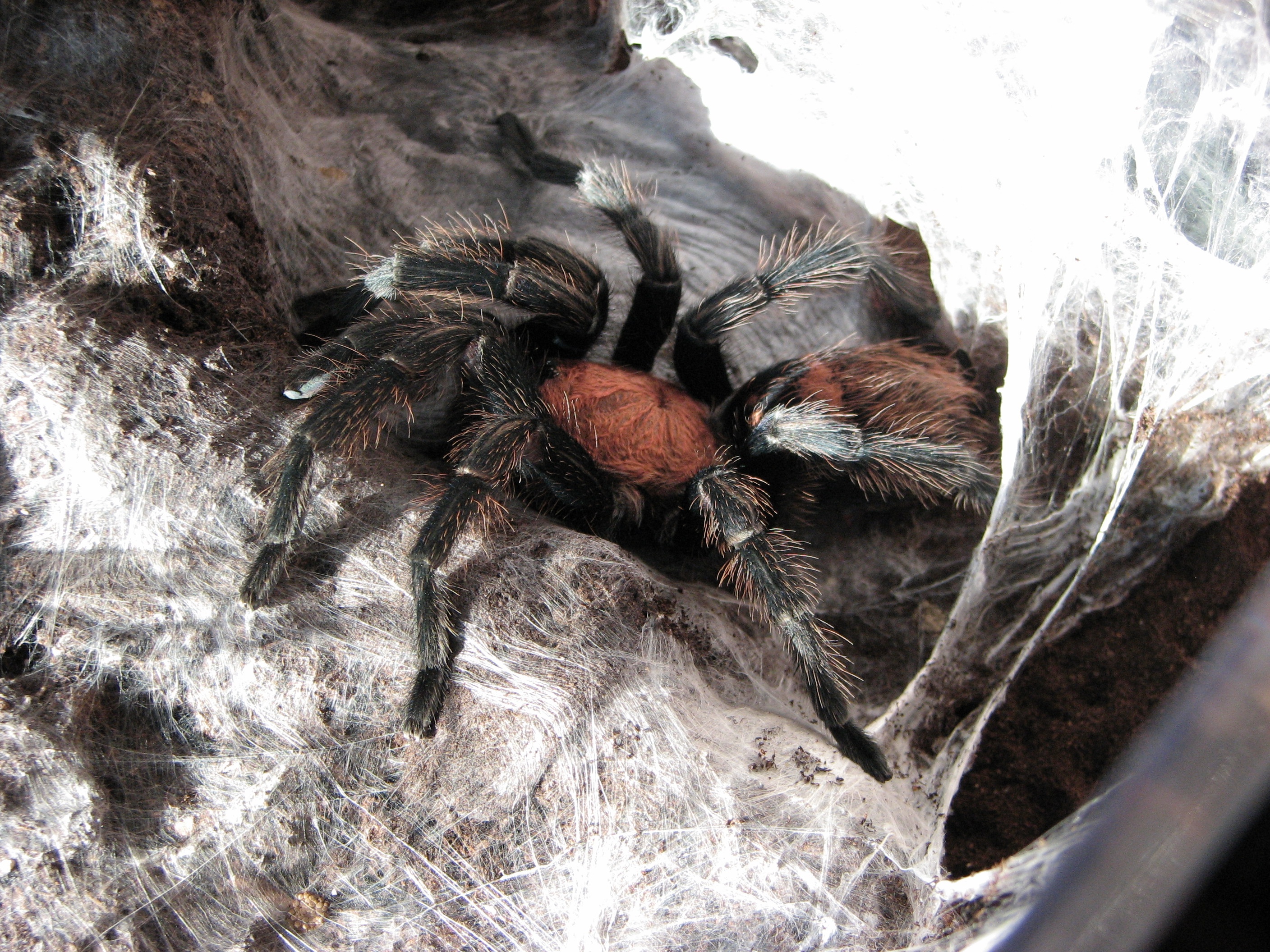
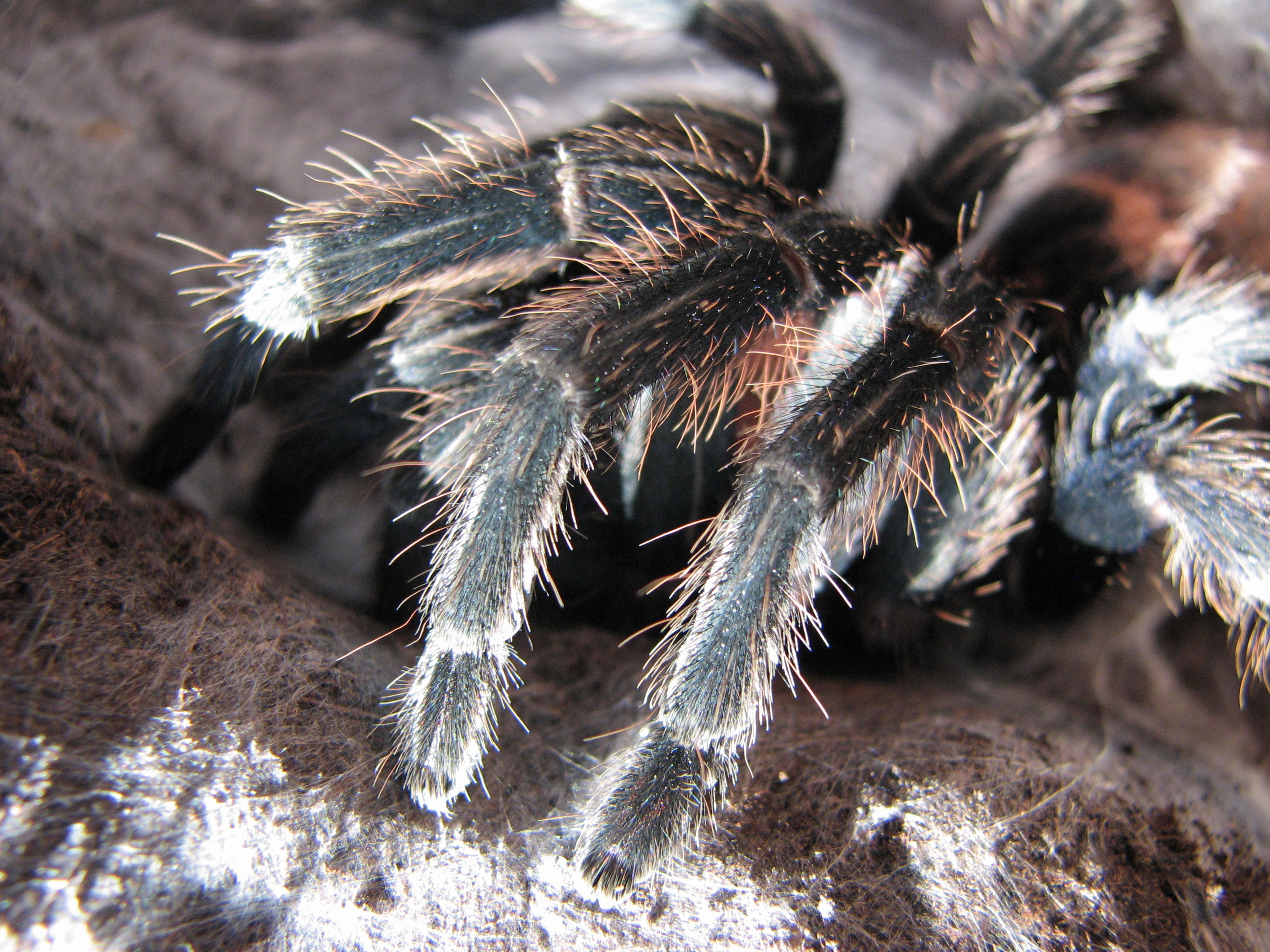
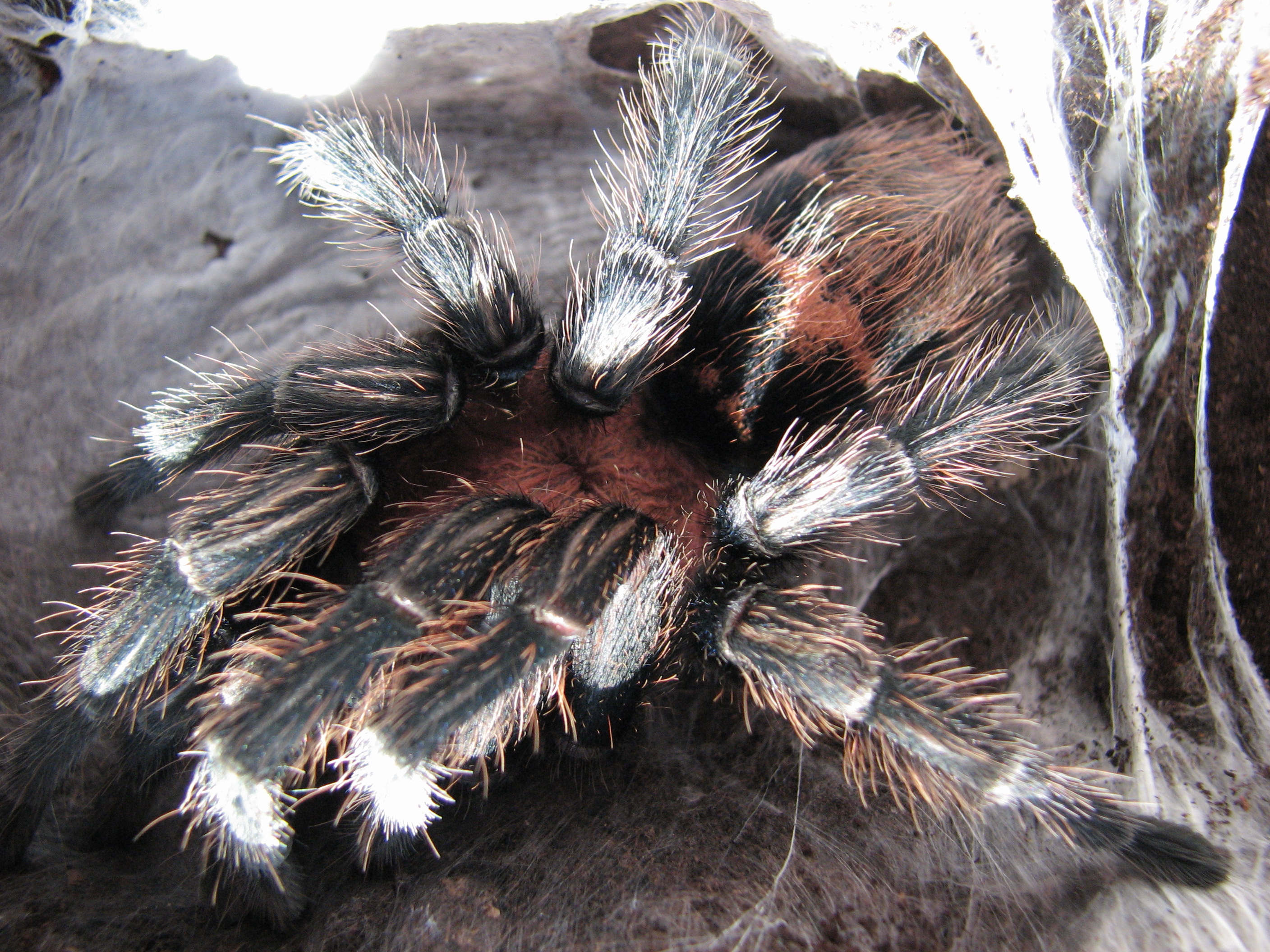